# スガダイロー
スガ ダイロー（1974年3月19日 - ）は、日本のジャズピアニスト。本名は須賀 大郎。神奈川県鎌倉市出身。ボストン・バークリー音楽大学卒業。

## 人物
幼少の頃よりクラシックピアノに親しむ。中学校時代に山下洋輔（ジャズ・ピアニスト）ジョン・ルイス（モダン・ジャズ・カルテットのピアニスト）を聴いてジャズに目覚める。生物学者を目指し大学で生物学を専攻し学ぶも、その道を断念しピアニストに転向。当時客員教授だった山下洋輔に教えを請うため洗足学園短期大学（当時）ジャズコースに第1期生として入学。卒業後バークリー音楽大学に4年間留学。バークリー音楽大学の同期生に、同じくジャズピアニストの上原ひろみがいる。帰国後は「渋さ知らズ」や「鈴木勲OMA SOUND」で活躍し、自己のトリオでの活動のほか、ジェイソン・モラン(en:Jason Moran）、田中泯、夢枕獏、京極夏彦、飴屋法水、近藤良平（コンドルズ）、酒井はな、contact Gonzo、向井秀徳（ZAZEN BOYS）、七尾旅人、中村達也（LOSALIOS、ex:BLANKEY JET CITY）、勝井祐二（ROVO）、志人（降神、TriuneGods、templeATS）、灰野敬二、U-zhaan、仙波清彦、MERZBOW、吉田達也(RUINS、是巨人、ZENI GEVA)らと即興対決を行うなど、様々なアーティストと共演している。

## 経歴
2006年7月　『BOYCOTT RHYTHM MACHINE II VERSUS（DVD）』では、ギタリストAxSxE（NATSUMEN）と即興セッションを繰り広げる。
2008年8月　初のリーダー作品『スガダイローの肖像』を発表（二階堂和美がヴォーカルで3曲参加）。山下洋輔から「双子の銀河系の誕生を目撃しているような体験をした。その中にスガダイローの世界が姿を現わし始めている。戦慄だ。」というコメントが贈られた。
2010年9月　荻窪「ベルベットサン」にて「スガダイロー七夜連続七番勝負」と題して、志人（降神）、山本達久、松下敦（ZAZEN BOYS）、U-zhaan、七尾旅人、本田珠也、The Sun calls Stars（伊藤大助、オータコージ）と即興セッションを繰り広げる。
2011年5月　青山CAYにて向井秀徳（ZAZEN BOYS）と即興セッションを繰り広げる。
2011年8月　「スガダイロー七夜連続七番勝負」はOTOTOYからDSDで配信されるとともに、同年に開催された仙波清彦、向井秀徳との即興セッションを加え、ポニーキャニオンから『八番勝負』として発表された。
2011年10月　ポニーキャニオンから『スガダイローの肖像・弐』を発表しメジャー・デビューを果たす。
2012年4月　廃墟写真家中筋純の個展「黙示録チェルノブイリ」の為に録り下ろした初のソロ・ピアノ作品『春風』を発表。
2012年8月　降神のメインMCである志人との共作『詩種』を発表。
2013年1月　中村達也（LOSALIOS、ex:BLANKEY JET CITY）の生誕祭をきっかけにデュオユニット「赤残月」を結成（2015年「赤斬月」へ改名）。以後、定期的に活動を行う。
2013年10月　星野源『地獄でなぜ悪い』のレコーディングに参加。
2013年11月　池袋にある劇場「あうるすぽっと」主催にて、N/Rプロジェクト・スガダイロー五夜公演「瞬か」を開催。飴屋法水、近藤良平（コンドルズ主宰）、酒井はな、contact Gonzo、岩渕貞太、田中美沙子、喜多真奈美と即興セッションを繰り広げる。
2013年12月　後藤まりこ 2ndアルバム『m@u』収録、「だいろーちゃんとまりこちゃん」のレコーディングに参加。
2014年7月　山下洋輔とのピアノデュオ作品『山下洋輔 × スガダイロー』を発表。
2014年7月　50周年を迎えるテレビ朝日系列「題名のない音楽会」にて、「巨匠から若手へジャズ編　山下洋輔がスガダイローに伝える事」放送。
2014年9月　「美術が野を走る：粟津潔とパフォーマンス」オープニング・プログラム「スガダイロー×鈴木ヒラク」を、金沢21世紀美術館にて開催。
2014年9月　田中泯・スガダイロー 二夜公演『虚水脈 -瞼闇抄／幻繭抄-』を、北とぴあ・花やしきにて開催。
2015年4月　FMヨコハマにてラジオ番組「中野ビルディング presents スガダイローのジャズニモマケズ」放送開始。※2016年3月 放送終了
2015年7月　KAAT神奈川芸術劇場にて、白井晃 演出「ペール・ギュント」総合音楽を担当。出演：内博貴、藤井美菜、加藤和樹、堀部圭亮、橋本淳、三上市朗 他　スタッフ：構成・演出 白井晃　翻訳・上演台本 谷賢一　音楽 スガダイロー　振付 小野寺修二
2015年8月　サントリーホール主催公演『サマーフェスティバル2015』ベルント・アロイス・ツィンマーマン「ある若き詩人のためのレクイエム(1967-69) ※日本初演」のジャズコンボ・パートに、スガダイロークインテット-東保光(ベース)、服部マサツグ(ドラムス)、吉田隆一(サクソフォン)、類家心平(トランペット)-にて出演。指揮：大野和士、ナレーター：長谷川初範、塩田泰久、ソプラノ：森川栄子、バリトン：大沼徹、新国立劇場合唱団、東京都交響楽団、エレクトロニクス：有馬純寿、プロデューサー：長木誠司
2015年11月　1940年代に製造されたYAMAHAのグランドピアノを使用し、「Suga Dairo Solo Piano at Velvetsun」を発表。DSD11.2MHz 録音
2016年1月　テレビ朝日系列「題名のない音楽会・ジャズ新世紀の音楽会　出演：スガダイロー、黒田卓也」放送。
2016年9月　KAAT神奈川芸術劇場にて、白井晃 演出「舞台 マハゴニー市の興亡」音楽監督を担当。作：ベルトルト・ブレヒト　作曲：クルト・ヴァイル出演：山本耕史、マルシア、中尾ミエ、上條恒彦、古谷一行、細見大輔、櫻井章喜 他　スタッフ：演出・上演台本・訳詞 白井晃　翻訳 酒寄進一　音楽 スガダイロー　振付 Ruu　
2016年9月　夢枕獏とのコラボーレーション作品「蝉丸-陰陽師の音-」BOOK＋CDを発表。
2016年10月　水戸芸術館 主催、SUGADAIRO PROJECT(全3回)『vol.1 スガダイロー × 山下洋輔／狂演』を開催。
2016年12月『BOYCOTT RHYTHM MACHINE WORLD WIDE VERSUS I 』ニューヨーク スタインウェイ・アンド・サンズ (en:Steinway & Sons)ピアノ製造工場にて、ジャズ・ピアニスト ジェイソン・モラン(en:Jason Moran）と即興対決を行う。
2017年1月　水戸芸術館 主催、SUGADAIRO PROJECT(全3回)『vol.2 秘境／魔境』出演：田中泯、近藤岳(パイプオルガン)、有馬純寿(エレクトロニクス)を開催。
2017年4月　ジャズ・ピアニスト ジェイソン・モラン(en:Jason Moran）との日本公演『スガダイローとJASON MORANと東京と京都』を草月ホール、ロームシアター京都にて開催。ゲスト：東京 田中泯、京都 鈴木ヒラク
2017年7月　水戸芸術館 主催、SUGADAIRO PROJECT(全3回)『vol.3 大群青』ゲストねば〜る君など総勢26名からなる和洋折衷オーケストラ公演を開催。
2017年10月　『陰陽師』30周年記念公演『蟬丸』を下鴨神社にて開催。
2018年3月　ピアノソロ作品「季節はただ流れて行く」発表。（7/25全国一般発売）
2018年5月　ゲーテ・インスティトゥート東京ドイツ文化センター×BLACK SMOKER RECORDS主催『BLACK OPERA - Hole On Black -』にて、KILLER-BONG、JUBE、RUMI、志人、鎮座ドープネス、OMSB（SIMI LAB）、呂布カルマ、伊東篤宏、山川冬樹、マヒトゥ・ザ・ピーポー、東野祥子、片山真理 等と共演。
2018年6月　NHK「首都圏ネットワーク」にて、『スガダイロー特集』放送。
2018年12月 京都にて開催された『MAZEUM -メイジアム-』に出演。
2019年4月　NHK FM『session 2019スガダイロー特集』
- 1st　Little Blue：スガダイロー(p)、細井徳太郎(g)、池澤龍作(ds)
- 2nd　スガダイロートリオ：スガダイロー(p)、千葉広樹(b)、今泉総之輔(ds)

2019年6月 スガダイロートリオ5年ぶりの新作「公爵月へ行く」を発表。
2019年8月　スガダイロー×中村達也「2DAYS 3GIGS！泣くな！飛んでるぜぇ」を、下山芸術の森発電所美術館（平井千香子展「水狩りと金継ぎ」関連イベント）とNewPortにて開催。
2020年4月　NHK FM『session 2020 セッション 選▽リトルブルー／スガダイロートリオ』
- 1st　Little Blue：スガダイロー(p)、細井徳太郎(g)、池澤龍作(ds)
- 2nd　スガダイロートリオ：スガダイロー(p)、千葉広樹(b)、今泉総之輔(ds)

## 作品

### リーダー作品
- スガダイロー
  - スガダイローの肖像（2008年8月20日、DLCP-2090、CooL FooL）
  - 八番勝負（2011年8月17日、POCY-30188、ポニーキャニオン）
  - 春風（2012年4月18日、VSP-0002、VELVETSUN PRODUCTS.）
  - Suga Dairo Solo Piano at Velvetsun（2015年11月13日、VSP-0013、VELVETSUN PRODUCTS.）
  - 季節はただ流れて行く （2018年3月19日、VSP-0017、VELVETSUN PRODUCTS.）

- スガダイロートリオ（東保光 Bass、服部マサツグ Drums）
  - 坂本龍馬の拳銃 -須賀大郎短編集-（上）（2009年7月1日、CLFL-0001、Cool FooL）
  - 黒船・ビギニング -須賀大郎短編集-（下）（2009年11月14日、CLFL-0002、Cool FooL）
  - 渋さ知らズを弾く（2010年10月6日、CLFL-0004、CooL FooL / velvetsun）
  - Suga Dairo plays Shibusashirazu ver.vs（2010年10月、VSP-0001、VELVETSUN PRODUCTS、ベルベットサン店舗限定商品）
  - スガダイローの肖像・弐（2011年10月19日、POCY-30194、ポニーキャニオン）
  - 刃文（2013年7月6日、VSP-0005、VELVETSUN PRODUCTS）
  - GOLDEN FISH（2014年10月13日、VSP-0009、VELVETSUN PRODUCTS）
  - ペール・ギュント／イメージ・アルバム（2015年7月11日、VSP-0011、VELVETSUN PRODUCTS）

- スガダイロートリオ（千葉広樹 Bass、今泉総之輔 Drums）
  - 公爵月へ行く/Suga Dairo Trio's 2019 A Frying Duke（2019年6月19日、VSP-00021、VELVETSUN PRODUCTS）

- Little Blue（Mr.Lonely Blue Sax、池澤龍作 Drums）
  - Summer Lonely（2017年10月21日、VSP-0016、VELVETSUN PRODUCTS）

### ユニット作品
- OKHP
  - ok.hp（2005年10月、uwan music）
  - いきものの記録（2016年8月7日、VSP-0014、VELVETSUN PRODUCTS）

- EMiKO VOiCE×スガダイロー
  - Phase 1（2007年1月24日、ECLC-0003、エクレティックレコード）
  - Phase 2 -twist & shout-（2009年11月4日、CLFL-0003、Cool FooL）
  - 上野の杜、真夏の午後のジャズ！2012 CUTE JAZZ LIVE！/ DVD（2013年5月12日、ZIPD-0044、ZIPANGU PRODUCTS）
  - 上野の杜、真夏の午後のジャズ！2012 CUTE JAZZ LIVE！/ CD（2013年6月23日、ZIP-0046、ZIPANGU PRODUCTS）

- スガダイロー×加藤真一
  - ジャズ・テロリズム（2008年6月18日、CLFL-0003、Roving Spirits）
  - ジャズ・テロリズム＜豪快篇＞（2009年2月18日、RKCJ-2040、Roving Spirits）
  - ジャズ無宿（2009年12月16日、RKCJ-2042、Roving Spirits）
  - RIKU with JAZZ SAMURAI / 平陸 参加作品（2011年8月4日、MK001、MAHCOME HALL）

- blacksheep
  - blachsheep（2008年8月10日、dmf-122、doubtmusic）
  - 2（2011年3月13日、dmf-140、doubtmusic）
  - ∞-メビウス-（2013年8月18日、VSP-0006、VELVETSUN PRODUCTS）
  - ＋-Beast-（2015年9月16日、VSP-0012、VELVETSUN PRODUCTS）

- 小山彰太スペシャルユニット
  - なまったらん（2009年5月1日、JMCK-1038、おーらいレコード）
  - うすったらん（2009年12月31日、JMCK-1039、おーらいレコード）
  - KSSU-外伝-（2010年7月7日、HIRO-1004、HIRAKATA-syuku records）

- AKETA・ミーツ・ダイロー
  - アケダイロ・オーケストラ・BLACK（2010年11月21日、MHACD-2631、メタ花巻アケタズディスク）
  - アケダイロ・オーケストラ・BLUE（2010年11月21日、MHACD-2632、メタ花巻アケタズディスク）

- 秘宝感
  - 秘宝感（2011年3月30日、RKCJ-2047、Roving Spirits）

- 志人・スガダイロー
  - 詩種（2012年8月2日、VSP-0003、VELVETSUN PRODUCTS）

- 山下洋輔×スガダイロー
  - 山下洋輔×スガダイロー（2014年7月2日、DQC-1297／VSP-0007、VELVETSUN PRODUCTS）

- 多田誠司・スガダイロー
  - We See!!（2014年12月10日、STLR-010、株式会社ラルゴ音楽企画）
  - 残照（2017年2月10日、STLR-014、株式会社ラルゴ音楽企画）

- スガダイローx夢枕獏
  - 蝉丸-陰陽師の音- BOOK＋CD（2016年9月21日、DDCB-13033、Cloud）

- スガダイローx ジェイソン・モラン(en:Jason Moran）
  - BOYCOTT RHYTHM MACHINE WORLDWIDE VERSUS（2017年5月31日、VSVD-1001、vinylsoyuz）

- 秘湯感
  - A LA MODE（2019年5月1日、VSP-0020、VELVETSUN PRODUCTS）

### 参加作品
- grooveline
  - street vibes（2004年4月21日、VICJ-61177、ビクターエンタテインメント）

- BOYCOTT RHYTHM MACHINE（2004年12月15日、VSAC-2002、vinylsoyuz）

- BOYCOTT RHYTHM MACHINEII VERSUS（2006年7月20日、LACDV-0002、Lastrum）

- 徳田雄一郎 Quintet
  - Initial Impulse（2006年8月27日、GNPR-1139、GoodNessPlus Records）
  - Urban Lights/海時風色（2007年8月22日、GNPR-1140、GoodNessPlus Records）

- 鈴木勲／OMA SOUND
  - OMA SOUND（2006年12月20日、MHCP-1220、ソニー・ミュージックダイレクト）

- 渋さ知らズ
  - 片山広明　With 渋さ知らズ（2006年1月29日、SW401、Stadio Wee）
  - 渋響（2007年1月10日、IOCD-20200、avex io）

- 美山夏蓉子
  - Circle Step（2007年12月12日、RKCJ-2033、ROVING SPIRITS）

- STERUSS
  - 円鋭（2008年1月30日、LSTCD-003、LOCKSTOCK）
  - 尖 -unreleased ver.- 7（2017年10月30日、ZPLP005、LOCKSTOCK）★ディスクユニオン完全限定盤　フォーマット：7"(レコード)

- Miya
  - Oriental sun（2009年11月18日、QACK-35006、T&Kエンタテインメント）

- I'M FLASH!BAND
  - I'M FLASH!（2012年8月22日、PCCA-03643、ポニーキャニオン）

- YAMP KOLT (a.k.a mai fujinoya)
  - yes（2011年3月28日、DDCZ-1738、Cemetery Records/FAR）
  - チュウイング（2015年3月18日、DQC-1446、Cemetery Records/FAR）

- 星野源
  - 地獄でなぜ悪い（2013年10月2日、VICL-36780、SPEEDSTAR RECORDS）

- 小泉高之
  - My Man's Gone Now（2013年11月14日、KOI001）

- Orquesta Libre + Suga Dairo + RONxII
  - plays Duke / CD（2013年10月16日、GLAM-0002、GLAMOROUS）
  - plays Duke / LP Record（2014年9月20日、GLAM-0003LP、GLAMOROUS）

- 後藤まりこ
  - m@u（2013年12月4日、DFCL-2036、DefSTAR Records）

- 黒木渚
  - 君が私をダメにする（2015年6月、LASCD-0063、Lastrum Music）

- Band of Eden
  - Band of Eden（2015年8月8日、SUISUI001、SUISUI RECORD）

- 福原千鶴
  - 文の鼓 Ayano Tsuzumi（2016年9月7日、ORZR-0001、折鶴レコード）